# Jean-Pierre Cabare
Jean-Pierre Cabare (né le 31 mars 1956 à Paris) est un coureur cycliste français, professionnel en 1979.

## Biographie
Chez les amateurs, Jean-Pierre Cabare se révèle bon rouleur. Il termine notamment deuxième de la Flèche d'or et du Grand Prix de France, ou encore troisième du Grand Prix des Nations amateurs en 1978.
Il passe professionnel en 1979 dans l'équipe La Redoute-Motobécane,. Il n'y reste qu'une saison, avec pour meilleur résultat une sixième place au prologue du Tour de Catalogne. 

## Palmarès
- 1977
  - Champion d'Île-de-France de poursuite
  - 2e du championnat d'Île-de-France sur route
  - 3e des Deux Jours cyclistes de Machecoul
  - 3e du championnat de France des comités
- 1978
  - 2e de la Flèche d'or (avec Gérard Le Dain)
  - 2e du Grand Prix de France
  - 3e du championnat de France des comités
  - 3e du Grand Prix des Nations amateurs